# WTA Budapest
Das WTA Budapest (offiziell: Hungarian Grand Prix) ist ein Damen-Tennisturnier der WTA Tour, das mit Unterbrechungen seit 1993 in der ungarischen Hauptstadt Budapest ausgetragen wird.

## Siegerliste

### Einzel
| Jahr                               | Siegerin                                   | Finalgegnerin                              | Ergebnis                                   |
| ---------------------------------- | ------------------------------------------ | ------------------------------------------ | ------------------------------------------ |
| ↓ Kategorie: Tier III ↓            |                                            |                                            |                                            |
| 1993                               | Zina Garrison Jackson                      | Sabine Appelmans                           | 7:5, 6:2                                   |
| Von 1994 bis 1995 keine Austragung |                                            |                                            |                                            |
| ↓ Kategorie: Tier IV ↓             |                                            |                                            |                                            |
| 1996                               | Ruxandra Dragomir                          | Melanie Schnell                            | 7:66, 6:1                                  |
| 1997                               | Amanda Coetzer                             | Sabine Appelmans                           | 6:1, 6:3                                   |
| 1998                               | Virginia Ruano Pascual                     | Silvia Farina Elia                         | 6:4, 4:6, 6:3                              |
| ↓ Kategorie: Tier IVa ↓            |                                            |                                            |                                            |
| 1999                               | Sarah Pitkowski                            | Cristina Torrens Valero                    | 6:2, 6:2                                   |
| ↓ Kategorie: Tier IVb ↓            |                                            |                                            |                                            |
| 2000                               | Tathiana Garbin                            | Kristie Boogert                            | 6:2, 7:64                                  |
| ↓ Kategorie: Tier V ↓              |                                            |                                            |                                            |
| 2001                               | Magdalena Maleewa                          | Anne Kremer                                | 3:6, 6:2, 6:4                              |
| 2002                               | Martina Müller                             | Myriam Casanova                            | 6:2, 3:6, 6:4                              |
| 2003                               | Magüi Serna                                | Alicia Molik                               | 3:6, 7:5, 6:4                              |
| 2004                               | Jelena Janković                            | Martina Suchá                              | 7:64, 6:3                                  |
| ↓ Kategorie: Tier IV ↓             |                                            |                                            |                                            |
| 2005                               | Anna Smaschnowa                            | Catalina Castaño                           | 6:2, 6:2                                   |
| 2006                               | Anna Smaschnowa                            | Lourdes Domínguez Lino                     | 6:1, 6:3                                   |
| ↓ Kategorie: Tier III ↓            |                                            |                                            |                                            |
| 2007                               | Gisela Dulko                               | Sorana Cîrstea                             | 6:72, 6:2, 6:2                             |
| 2008                               | Alizé Cornet                               | Andreja Klepač                             | 7:65, 6:3                                  |
| ↓ Kategorie: International ↓       |                                            |                                            |                                            |
| 2009                               | Ágnes Szávay                               | Patty Schnyder                             | 2:6, 6:4, 6:2                              |
| 2010                               | Ágnes Szávay                               | Patty Schnyder                             | 6:2, 6:4                                   |
| 2011                               | Roberta Vinci                              | Irina-Camelia Begu                         | 6:4, 1:6, 6:4                              |
| 2012                               | Sara Errani                                | Jelena Wesnina                             | 7:5, 6:4                                   |
| 2013                               | Simona Halep                               | Yvonne Meusburger                          | 6:3, 6:77, 6:1                             |
| Von 2014 bis 2016 keine Austragung |                                            |                                            |                                            |
| 2017                               | Tímea Babos                                | Lucie Šafářová                             | 6:74, 6:4, 6:3                             |
| 2018                               | Alison Van Uytvanck                        | Dominika Cibulková                         | 6:3, 3:6, 7:5                              |
| 2019                               | Alison Van Uytvanck                        | Markéta Vondroušová                        | 1:6, 7:5, 6:2                              |
| 2020                               | aufgrund der COVID-19-Pandemie ausgefallen | aufgrund der COVID-19-Pandemie ausgefallen | aufgrund der COVID-19-Pandemie ausgefallen |
| ↓ Kategorie: 250 ↓                 |                                            |                                            |                                            |
| 2021                               | Julija Putinzewa                           | Anhelina Kalinina                          | 6:4, 6:0                                   |
| 2022                               | Bernarda Pera                              | Aleksandra Krunić                          | 6:3, 6:3                                   |
| 2023                               | Marija Timofejewa                          | Kateryna Baindl                            | 6:3, 3:6, 6:0                              |
| 2024                               | Diana Schneider                            | Aljaksandra Sasnowitsch                    | 6:4, 6:4                                   |

### Doppel
| Jahr                               | Siegerinnen                                 | Finalgegnerinnen                              | Ergebnis                                   |
| ---------------------------------- | ------------------------------------------- | --------------------------------------------- | ------------------------------------------ |
| ↓ Kategorie: Tier III ↓            |                                             |                                               |                                            |
| 1993                               | Inés Gorrochategui Caroline Vis             | Sandra Cecchini Patricia Tarabini             | 6:1, 6:3                                   |
| Von 1994 bis 1995 keine Austragung |                                             |                                               |                                            |
| ↓ Kategorie: Tier IV ↓             |                                             |                                               |                                            |
| 1996                               | Katrina Adams Debbie Graham                 | Radka Bobková Eva Melicharová                 | 6:3, 7:63                                  |
| 1997                               | Amanda Coetzer Alexandra Fusai              | Eva Martincová Elena Wagner                   | 6:3, 6:1                                   |
| 1998                               | Virginia Ruano Pascual Paola Suárez         | Catalina Cristea Laura Montalvo               | 4:6, 6:1, 6:1                              |
| ↓ Kategorie: Tier IVa ↓            |                                             |                                               |                                            |
| 1999                               | Jewgenija Kulikowskaja Sandra Nacuk         | Laura Montalvo Virginia Ruano Pascual         | 6:3, 6:4                                   |
| ↓ Kategorie: Tier IVb ↓            |                                             |                                               |                                            |
| 2000                               | Ljubomira Batschewa Cristina Torrens Valero | Jelena Kostanić Sandra Nacuk                  | 6:0, 6:2                                   |
| ↓ Kategorie: Tier V ↓              |                                             |                                               |                                            |
| 2001                               | Janette Husárová Tathiana Garbin            | Zsófia Gubacsi Dragana Zarić                  | 6:1, 6:3                                   |
| 2002                               | Emilie Loit Catherine Barclay-Reitz         | Jelena Bowina Zsófia Gubacsi                  | 4:6, 6:3, 6:3                              |
| 2003                               | Petra Mandula Olena Tatarkowa               | Conchita Martínez Granados Tetjana Perebyjnis | 6:3, 6:1                                   |
| 2004                               | Petra Mandula Barbara Schett                | Ágnes Szávay Virág Németh                     | 6:3, 6:2                                   |
| ↓ Kategorie: Tier IV ↓             |                                             |                                               |                                            |
| 2005                               | Emilie Loit Katarina Srebotnik              | Lourdes Domínguez Lino Marta Marrero          | 6:1, 3:6, 6:2                              |
| 2006                               | Janette Husárová Michaella Krajicek         | Lucie Hradecká Renata Voráčová                | 4:6, 6:4, 6:4                              |
| ↓ Kategorie: Tier III ↓            |                                             |                                               |                                            |
| 2007                               | Ágnes Szávay Vladimíra Uhlířová             | Martina Müller Gabriela Navrátilová           | 7:5, 6:2                                   |
| 2008                               | Alizé Cornet Janette Husárová               | Vanessa Henke Ioana Raluca Olaru              | 6:75, 6:1, [10:6]                          |
| ↓ Kategorie: International ↓       |                                             |                                               |                                            |
| 2009                               | Alissa Kleibanowa Monica Niculescu          | Aljona Bondarenko Kateryna Bondarenko         | 6:4, 7:65                                  |
| 2010                               | Timea Bacsinszky Tathiana Garbin            | Sorana Cîrstea Anabel Medina Garrigues        | 6:3, 6:3                                   |
| 2011                               | Anabel Medina Garrigues Alicja Rosolska     | Natalie Grandin Vladimíra Uhlířová            | 6:2, 6:2                                   |
| 2012                               | Janette Husárová Magdaléna Rybáriková       | Eva Birnerová Michaëlla Krajicek              | 6:4, 6:2                                   |
| 2013                               | Andrea Hlaváčková Lucie Hradecká            | Nina Brattschikowa Anna Tatischwili           | 6:4, 6:1                                   |
| Von 2014 bis 2016 keine Austragung |                                             |                                               |                                            |
| 2017                               | Hsieh Su-wei Oksana Kalaschnikowa           | Arina Rodionova Galina Woskobojewa            | 6:3, 4:6, [10:4]                           |
| 2018                               | Georgina García Pérez Fanny Stollár         | Kirsten Flipkens Johanna Larsson              | 4:6, 6:4, [10:3]                           |
| 2019                               | Jekaterina Alexandrowa Wera Swonarjowa      | Fanny Stollár Heather Watson                  | 6:4, 4:6, [10:7]                           |
| 2020                               | aufgrund der COVID-19-Pandemie ausgefallen  | aufgrund der COVID-19-Pandemie ausgefallen    | aufgrund der COVID-19-Pandemie ausgefallen |
| ↓ Kategorie: 250 ↓                 |                                             |                                               |                                            |
| 2021                               | Mihaela Buzărnescu Fanny Stollár            | Aliona Bolsova Tamara Korpatsch               | 6:4, 6:4                                   |
| 2022                               | Ekaterine Gorgodse Oksana Kalaschnikowa     | Katarzyna Piter Kimberley Zimmermann          | 1:6, 6:4, [10:6]                           |
| 2023                               | Katarzyna Piter Fanny Stollár               | Jessie Aney Anna Sisková                      | 6:2, 4:6, [10:4]                           |
| 2024                               | Katarzyna Piter Fanny Stollár               | Anna Danilina Irina Chromatschowa             | 6:3, 3:6, [10:3]                           |